# Heinrich Seißler
Heinrich Seißler (* 15. Januar 1926; † 31. Oktober 2016) war ein deutscher Kommunalpolitiker (SPD) und Lehrer. Er engagierte sich vier Jahrzehnte lang kommunalpolitisch in seiner Heimatgemeinde Nersingen und im Landkreis Neu-Ulm. Für seine Verdienste wurde er mit zahlreichen Auszeichnungen geehrt. 

## Leben und Wirken
Heinrich Seißler war ab 1955 als Lehrer und von 1960 bis 1969 als Schulleiter an der Volksschule Straß (heute Anton-Miller-Grundschule) tätig. Als infolge der Schulreform in Bayern 1969 die bisherigen Schulen aufgelöst und neue Schulsprengel mit wesentlich größerem Einzugsgebiet gebildet wurden, wurde Seißler zum Rektor der neu gegründeten Verbandsschule Straß ernannt. Unter seiner Leitung erhielt die Schule einen dringend benötigten Erweiterungsbau und eine neue Turnhalle.
Mehr als fünfzig Jahre lang war Seißler Mitglied der SPD und engagierte sich über vierzig Jahre ehrenamtlich für seine Partei auf der kommunalpolitischen Ebene. Von 1960 bis 1972 war er Mitglied des Gemeinderats der damals noch selbstständigen Gemeinde Straß. In diesen zwölf Jahren gehörte er auch für die SPD dem Kreistag des Landkreises Neu-Ulm an. Am 12. Juni 1972 wurde er zum Bürgermeister von Straß gewählt und übte dieses Ehrenamt bis zur Eingemeindung des Ortes in die Gemeinde Nersingen am 1. Mai 1978 aus. In seiner Amtszeit waren die Erschließung neuer Baugebiete, die Fertigstellung der Gesamtkanalisation und der Ausbau des örtlichen Straßennetzes Schwerpunkte seiner Arbeit. 1978 wurde er erster Vorsitzender des neu gebildeten Verwaltungsrates der örtlichen Feuerwehr.
Von 1978 bis 2000 gehörte Heinrich Seißler über zwei Jahrzehnte dem Gemeinderat von Nersingen an und war während dieser Zeit zwölf Jahre lang Vorsitzender der SPD-Fraktion. 1990 wurde er zusätzlich zum Zweiten Bürgermeister der Gemeinde Nersingen gewählt. Dieses Amt hatte er bis 1996 inne. Erst im Jahr 2000 zog sich Seißler aus gesundheitlichen Gründen aus der Kommunalpolitik zurück.
Heinrich Seißler starb im Oktober 2016 im Alter von 90 Jahren.

## Ehrungen
- 1986: Verdienstmedaille des Verdienstordens der Bundesrepublik Deutschland
- 1997: Medaille für besondere Verdienste um die kommunale Selbstverwaltung in Bayern
- 2000: Ehrenbürger der Gemeinde Nersingen[4]
- 2017: Bürgermeister-Seißler-Straße in Nersingen-Straß[7]